# Coelogyne bicamerata
Coelogyne bicamerata é uma espécie de orquídea epífita, família Orchidaceae, originária de Sulawesi.